# 오스트로비에츠시비엥토크시스키

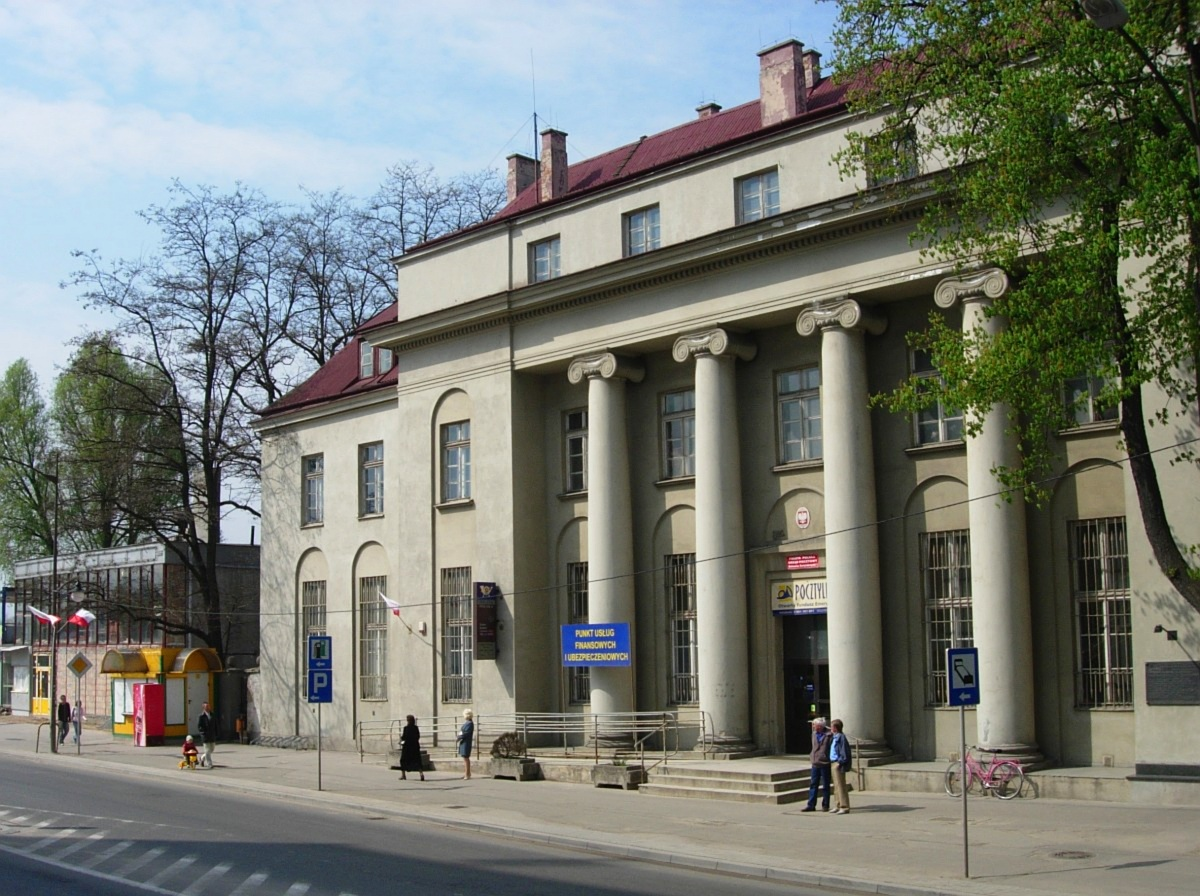
오스트로비에츠시비엥토크시스키에 있는 우체국

오스트로비에츠시비엥토크시스키(폴란드어: Ostrowiec Świętokrzyski)는 폴란드 시비엥토크시스키에주에 위치한 도시로 면적은 46.43km2, 인구는 71,959명(2013년 기준), 인구 밀도는 1,500명/km2이다.

시 문장